# Carrozza a due piani tipo 1979
Le carrozze a due piani tipo 1979 sono state delle carrozze ferroviarie a doppio piano progettate per il servizio suburbano e regionale ad alta frequentazione di passeggeri ed usate a tale scopo in Italia dagli anni 1980 agli anni 2020; oltre alla versione normale ne è stata realizzata la versione semipilota. Sono spesso chiamate anche carrozze Casaralta dal nome della società che le costruiva.

## Origini
Le prime carrozze a due piani, in origine sprovviste di copertura del piano superiore, furono costruite a partire dalla fine del 1800 in Prussia. In Francia furono utilizzate a partire dagli anni venti.
Negli anni settanta, con l'affermarsi del pendolarismo di massa da e verso le grandi città, le Ferrovie dello Stato italiane si trovarono a dover potenziare in poco tempo la capacità dei propri servizi. In particolare il servizio suburbano e locale con grande numero di passeggeri era ancora effettuato, in larga parte, dalle obsolete carrozze Centoporte e Corbellini. Vi era quindi forte necessità di sostituire il vecchio materiale rotabile, non più adatto alle esigenze di trasporto di un gran numero di passeggeri in ambito locale, con percorsi brevi e necessità di facile e veloce incarrozzamento, con nuovo materiale di concezione moderna, funzionale e di facile manutenzione.
In Francia, presso le SNCF, erano già in esercizio dal 1975 moderne carrozze a due piani concepite per servizio suburbano e regionale, progettate e costruite dalla CIMT Lorraine ed impiegate sulle linee a servizio delle banlieue di Parigi, denominate VO 2N (Voiture Omnibus à deux niveaux, successivamente chiamate anche VB 2N: Voiture de Banlieue à deux niveaux e VR 2N: Voiture Régionale à deux niveaux). Si decise quindi di produrre su licenza tali carrozze, sulla base di questo progetto nato su specifica francese, con poche modifiche esterne ed interne. Le FS commissionarono la produzione alle Officine Casaralta di Bologna, dalle quali le carrozze presero il soprannome con cui vengono chiamate gergalmente, Casaralta. Inizialmente vennero classificate nB o nA; la prima livrea utilizzata fu la stessa delle carrozze MDVC, chiamata "Navetta", caratterizzata dal fondo grigio beige con fasce arancio e viola.

## Caratteristiche

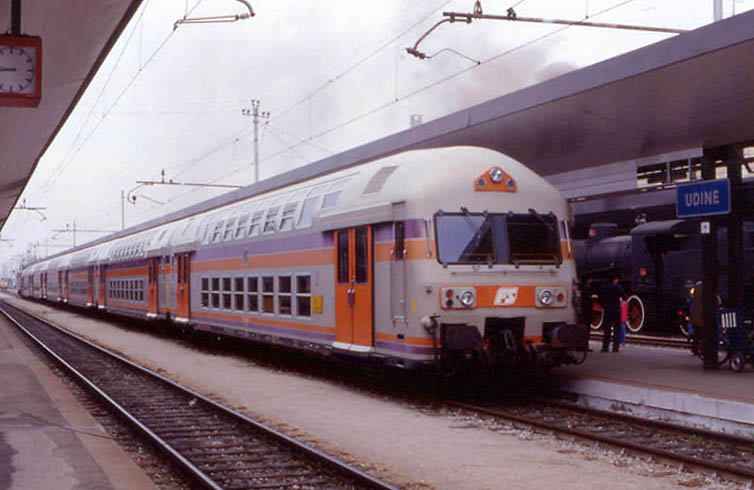
Semipilota nella livrea originale FS fotografata alla stazione di Udine nel 1997.

Le carrozze a doppio piano tipo 1979 sono state i primi rotabili con struttura su due livelli a circolare sulle ferrovie italiane. All'atto dell'entrata in servizio garantivano un numero di posti a sedere molto elevato, in particolare rispetto alle contemporanee carrozze MDVC e MDVE e dalle carrozze vicinali a Piano Ribassato, entrate in servizio nel 1967.
Costruite su una cassa in acciaio speciale con rame, vennero allestite con l'utilizzo massiccio di legno e laminati plastici, risultando molto leggere nonostante la grande capacità di carico in una lunghezza relativamente contenuta, caratteristica che permetteva di impiegarle per ottenere convogli molto capienti anche sulle tratte servite da stazioni con marciapiedi corti, come quelle appunto suburbane e cittadine.
Le ampie porte scorrevoli ad azionamento pneumatico, con apertura locale mediante maniglia, avevano dimensioni maggiori di quelle delle carrozze normali (1800 mm di larghezza invece dei 1400 tipici di una carrozza monopiano) e permettevano un incarrozzamento facile e veloce anche in occasione di notevole affollamento di passeggeri (tipica condizione dei treni a corto raggio nelle ore di punta); non erano presenti vestiboli ma solo zone di transito in corrispondenza delle porte, con scale per la salita al piano superiore e la discesa al piano inferiore. I finestrini erano dotati di tendine parasole e barre di protezione metalliche e si aprivano e chiudevano agendo su una manovella; quelli del piano inferiore avevano apertura scorrevole verso il basso a ghigliottina, quelli al piano superiore erano incurvati. L'unica evoluzione tecnologica di questi mezzi fu l'adozione di sospensioni pneumatiche invece delle tradizionali sospensioni a molle, montati su carrelli speciali ribassati e a passo corto, costruiti appositamente dalla Fiat Ferroviaria e chiamati "Fiat 2P".

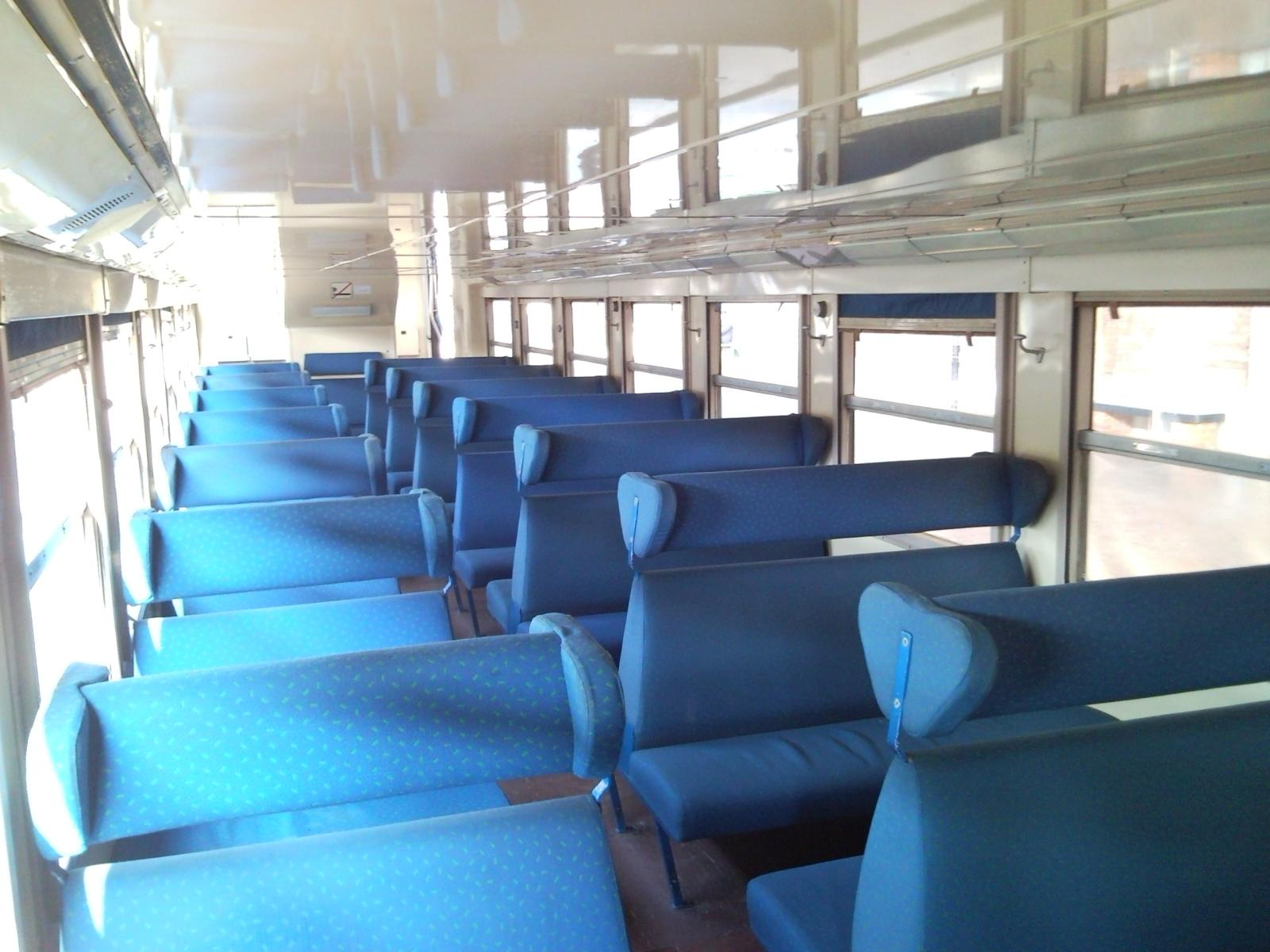
Interno del piano inferiore di una carrozza non revampizzata.

A partire dalla seconda metà degli anni novanta, per prevenire i frequenti danni vandalici alla carrozzeria, tutte le carrozze del gruppo Ferrovie dello Stato vennero gradualmente pellicolate con una protezione adesiva, dando seguito alla sostituzione della vecchia livrea FS con la livrea XMPR. Nel 2001, la stessa società nata dalla riorganizzazione aziendale delle FS intraprese un processo di revamping di parte della flotta a disposizione di vetture a Doppio Piano, puntando l'attenzione su un sensibile miglioramento generale del comfort di marcia, attraverso l'ammodernamento degli impianti elettrici, l'installazione dell'impianto di climatizzazione, la sostituzione dei finestrini apribili con cristalli fissi, l'applicazione di nuovi rivestimenti interni insonorizzati e l'installazione di sedili singoli in luogo dei divanetti doppi e tripli originali, garantendo al contempo una velocità di esercizio fino a 140 km/h.
Pur essendo state concepite in origine con dotazioni di sola seconda classe (eccetto le semipilota di Ferrovie Nord Milano, che fin da subito avevano la prima classe, anche se declassata poco dopo), nei primi anni duemila Trenitalia ha provveduto al riadattamento di alcuni suoi esemplari con aree di prima classe.

## Esercizio

### Trenitalia

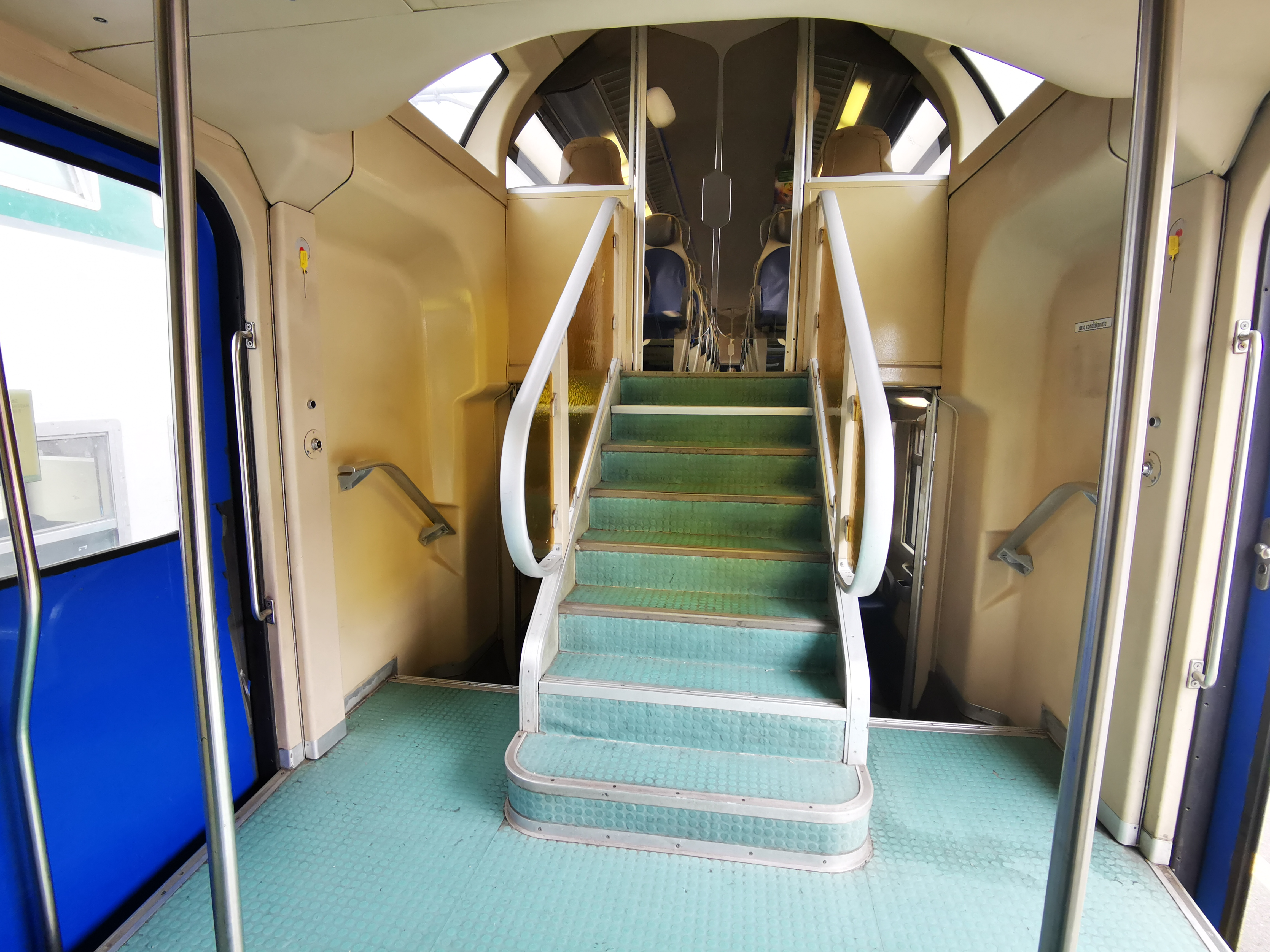
Vestibolo con la scala per il piano superiore in una carrozza ristrutturata

Le carrozze Doppio Piano costruite per le FS sono passate nel 2000 a Trenitalia, all'atto della sua istituzione tramite lo scorporo della vecchia società FS dalla quale ha assunto il controllo della Divisione Passeggeri, Divisione Trasporto Regionale, Divisione Cargo e Unità Tecnologia e Materiale Rotabile, in seguito alla direttiva europea n. 440/91, che prevedeva la separazione contabile fra soggetti che gestiscono il servizio ferroviario e quelli gestori delle infrastrutture (in Italia RFI S.p.A.), in modo da aprire il mercato alla libera concorrenza tra le aziende. Le Doppio Piano di Trenitalia sono state in parte revampizzate a partire dal 2001 ed hanno prestato servizio fino al 2020: le ultime carrozze intermedie sono state accantonate nel febbraio di tale anno, lasciando per qualche tempo ancora in servizio alcune semipilota non revampizzate, in composizione con carrozze a Piano Ribassato, mentre l'ultima semipilota ha terminato la vita operativa la sera del 23 maggio 2020, effettuando un treno regionale tra le stazioni di Genova Brignole e Savona, in Liguria, la stessa regione nella quale, più di quattro decenni prima, erano entrati in servizio i primi esemplari di questo tipo di rotabile. Le carrozze Casaralta, nel parco rotabili di Trenitalia, sono state sostituite principalmente dalle nuove carrozze a due piani Vivalto e dagli elettrotreni a due piani Rock.

### Ferrovie del Sud Est

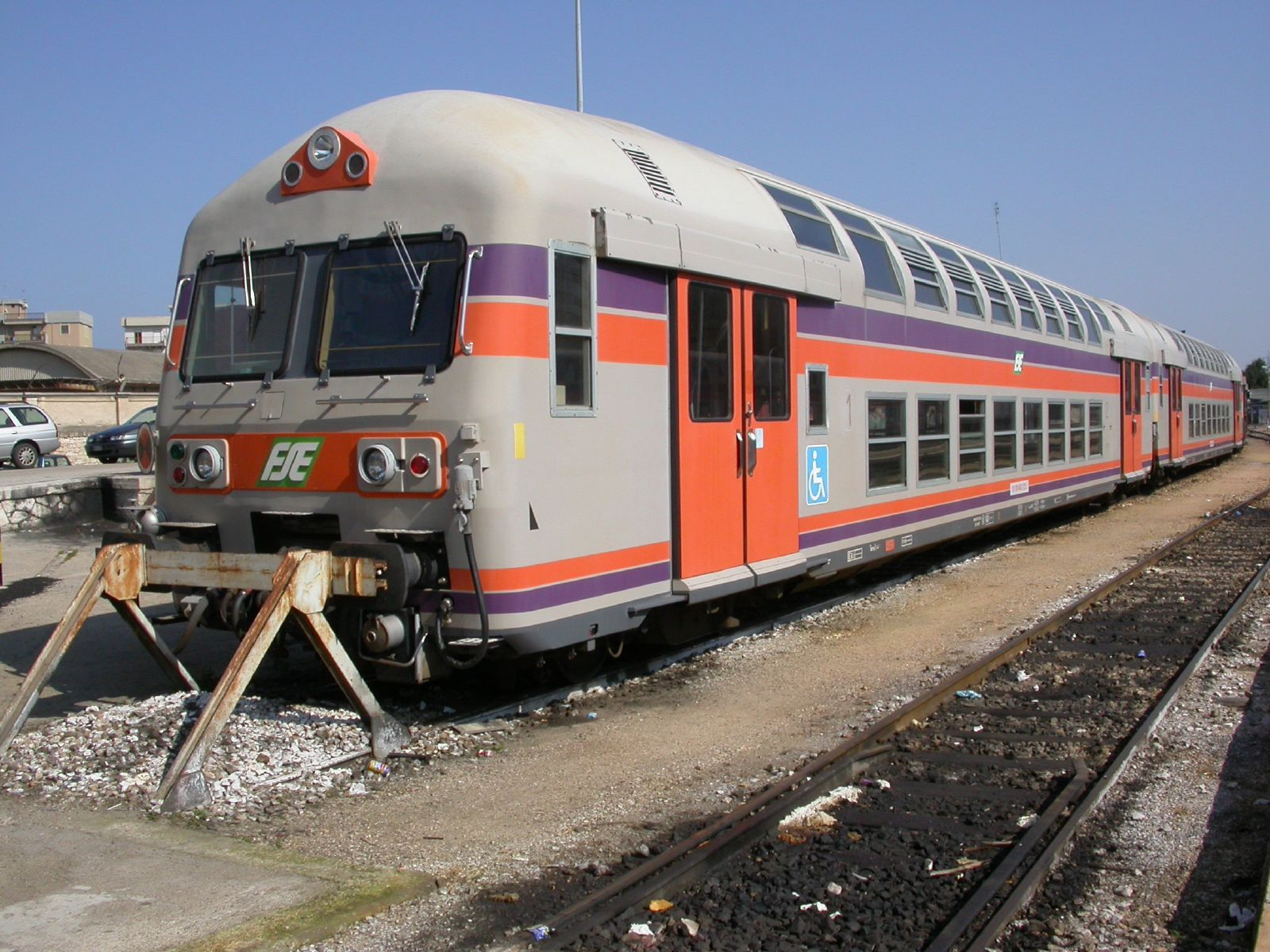
Carrozze delle FSE

Negli anni novanta le Officine Casaralta fornirono alle Ferrovie del Sud Est otto carrozze a Doppio Piano dello stesso tipo fornito alle FS, due delle quali semipilota, in livrea arancio-grigio-viola. Sulle linee Ferrovie del Sud Est le carrozze sono andate a formare due treni navetta destinati alla linea Bari-Taranto, trainati dalle locomotive diesel DE.122 o BB.150.
Al 2014 risultavano ancora operative sei carrozze (due carrozze intermedie erano state sin da subito accantonate ed utilizzate per fornire pezzi di ricambio a quelle ancora in servizio). Nel 2016, le sei carrozze rimanenti persero la caratteristica livrea navetta uguale a quella d'origine FS per adottare quella contraddistinta dai colori bianco-rosso-nero, già in uso su altri mezzi della società. Dopo la dismissione dal servizio, queste ultime unità sono state demolite nel biennio 2019/2020.

### Ferrovie Nord Milano
All'atto dell'acquisizione nel 1974 delle Ferrovie Nord Milano da parte di Regione Lombardia, si rese necessario rinnovare il parco rotabili e gli impianti, ritenuti ormai obsoleti. A tal fine la Regione affidò alla società Metropolitana Milanese e all'Italconsult l'incarico di redigere un piano per la ristrutturazione delle FNM.
Il piano fu presentato nel 1975 e nei tre anni successivi si discusse la tipologia di materiale rotabile da ordinare: fu solo nell'autunno 1978 che si optò per suddividere le ordinazioni tra il Consorzio GAI, la SOCIMI e le Officine Casaralta. Il materiale consisteva nella fornitura di 12 elettromotrici, 28 rimorchiate a un piano e 24 carrozze a due piani. La consegna delle rimorchiate era prevista nel 1980, quella delle elettromotrici l'anno successivo.
Le Officine Casaralta di Bologna fornirono quindi a FNM nel maggio 1980 i primi esemplari di tali carrozze Doppio Piano, destinate ai servizi sulle linee di maggior carico afferenti al nodo di Milano; fu mantenuta l'originale livrea bianco-giallo oro della francese SNCF (variando solo il logo e la marcatura), dopo che alcuni esemplari francesi erano stati utilizzati per alcune corse prova sulla rete sociale FNM tra 1978 e 1979. Le vetture a Doppio Piano costituivano il più importante segno del rinnovamento del parco mezzi della società ferroviaria lombarda.
Data la disponibilità di un limitato numero di locomotive (il parco macchine elettrico FNM poteva contare all'epoca su pochi esemplari delle datate E.600 ed E.610) si dovettero noleggiare dalle allora FS alcuni locomotori E.626 per movimentare i treni più pesanti, composti da cinque vetture Doppio Piano ed un carro chiuso serie G FNM, contenente le apparecchiature necessarie alla trasformazione della tensione dai 3000 V della linea aerea al valore di 380 V necessario per il funzionamento delle utenze elettriche delle vetture.

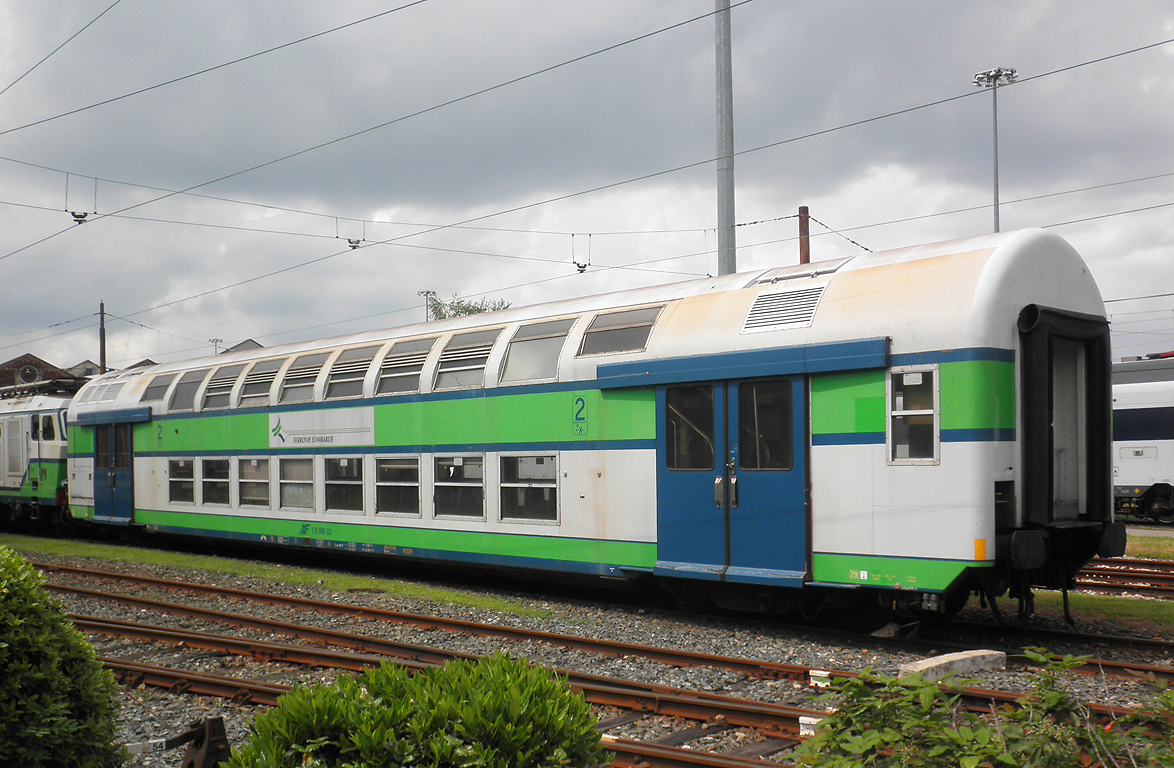
Una carrozza Doppio Piano delle FNM in livrea verde-bianco-blu.

Grazie alla consegna a partire dal 1982 delle prime elettromotrici EA.750, e delle locomotive elettroniche E.620 dal 1985, le Doppio Piano FNM incominciarono ad essere impiegate con mezzi di trazione di moderna concezione, in grado di garantire migliori prestazioni di esercizio, soprattutto sulle tratte con fermate ravvicinate.
Per soddisfare la crescente domanda del trasporto pendolare, dal 1987 venne consegnata alle Ferrovie Nord Milano una seconda serie di diciotto carrozze.
A partire dalla seconda metà degli anni novanta, tutte le vetture Doppio Piano FNM abbandonarono lo schema originale di coloritura in livrea bianco-giallo per adottare la livrea sociale "regionale", contraddistinta dai colori verde-bianco-blu, mediante un processo di pellicolatura delle carrozze al fine di prevenire i danni vandalici causati dai writers. Con l'ingresso negli anni duemila, in concomitanza di un processo di riorganizzazione aziendale interno del gruppo FNM, il logo FNM impresso sulle fiancate delle carrozze venne sostituito dalla scritta adesiva "Ferrovie Lombarde".

### Trenord
Con la costituzione della società Trenord, composta al 50% dalla direzione regionale della Lombardia di Trenitalia e per il rimanente 50% da Ferrovienord, tutte le unità a Doppio Piano delle FNM e della divisione lombarda di Trenitalia sono confluite in uso a Trenord, che ha attuato un programma autonomo di restyling estetico e funzionale di parte delle vetture ricevute da Trenitalia, con l'installazione dei sedili singoli, dei finestrini sigillati e della climatizzazione. Queste unità sono state ripellicolate esternamente (quasi tutte) nella livrea Trenord.
Dal 26 giugno 2019, alcune carrozze Doppio Piano di Trenord sono state dotate di allestimento di prima classe al piano inferiore; le carrozze così modificate si distinguono dalle altre per l'applicazione esterna di una banda a toni gialli con alcuni simboli "1" al di sopra dei finestrini; fino a tale data, per offrire posti di prima classe sui convogli di carrozze Casaralta venivano inserite nelle composizioni delle vetture MDVC di prima classe. Le ultime Casaralta di Trenord ricevute da Trenitalia hanno circolato fino al 2024 quando sono state accantonate ad eccezione di due semipilota revampizzate e sostituite dalle nuove carrozze Vivalto e dagli elettrotreni Caravaggio. Le due semipilota ancora circolanti hanno terminato la loro carriera nel 2025.
Le carrozze ricevute da FNM, invece, hanno visto solamente l'applicazione su alcune unità della livrea Trenord. Il loro accantonamento si è concluso a marzo 2017, dopo un periodo in cui erano rimaste in uso solamente come mezzi supplementari in attesa della completa consegna di tutti gli elettrotreni TSR. 
Attualmente la gran parte della flotta di vetture Casaralta di Trenord è stata demolita, sebbene qualche esemplare risulti ancora esistente nei depositi della compagnia. Buona parte delle Doppio Piano ex FNM sono rimaste ferme per anni, assieme alle locomotive E.620 e alle elettromotrici EA.750, presso il bivio di Sacconago della rete sociale Ferrovie Nord Milano, a Garbagnate Milanese e nei depositi Trenord di Milano Fiorenza e Novate Milanese, prima di essere destinate alla demolizione, principalmente in un impianto a San Giuseppe di Cairo.